# Szwejki Wielkie
Szwejki Wielkie [pronunciación en polaco: /ˈʂfɛi̯ki ˈvjɛlkʲɛ/] es un pueblo en el distrito administrativo de Gmina Sadkowice, dentro del Distrito de Rawa, Voivodato de Łódź, en Polonia central. Se encuentra aproximadamente 4 kilómetros al noroeste de Sadkowice, 17 kilómetros al este de Rawa Mazowiecka, y 71 kilómetros al este de la capital regional, Łódź.